# Brunneria brasiliensis
Brunneria brasiliensis es una especie de mantis de la familia Coptopterygidae.

## Distribución geográfica
Se encuentra en Argentina, Brasil, y Paraguay.